# ソー・バッド・レビュー
ソー・バッド・レビュー（Sooo Baad Revue）は、関西を拠点とした8人編成のソウルファンクバンド。1975年、ウエスト・ロード・ブルース・バンドを脱退した山岸潤史（ギター）を中心に結成。

## 来歴
土居が石田、上田正樹らとともに結成していた「上田正樹とバッドクラブバンド」の解散後、渡米を経て構想し、メンバーを集めたのが始まりとなる。
1975年8月8日、大阪・万博記念公園において開催された「8.8 ROCK DAY」に「山岸潤史スーパーグループ」が出演（北、石田、永本、土居、清水が参加）。この3日後に山岸が渡米、11月下旬に帰国。この頃までにメンバーが揃い、バンド名を「ソー・バッド・レビュー」とする。この名前は、北が気に入っていた「Sooo Baad!（最高！）」という言葉をバンド名に使いたかったことから。1976年4月から、ロサンゼルスのエレクトラ・スタジオにおいてレコーディングを行う。同年8月8日、前年に引き続き8.8 ROCK DAYに出演。その直後、清水が脱退。これは清水が高校卒業と共にアメリカへ留学したためで、結成前からメンバーに伝えていた（ただし、11月の解散の直後に父親が他界したため清水は帰国し、国際基督教大学へ編入学する）。8月25日、デビュー・アルバム『ソー・バッド・レビュー』をリリース。11月頃、大隈講堂で行われたライブを最後に解散（清水は、詳細は分からないが解散の理由はメンバーの個が強すぎたためではないかと評している）。メンバーは、それぞれ個々の活動へ移行する。解散後も、石田、砂川、国府が参加した「ザ・ボイス・アンド・リズム」、山岸、石田が参加した「勉強トリオ」、土居、国府、永本が参加した「ベーカーズ・ショップ」、山岸、清水が参加した「MYX」といったバンド活動またはセッションを通じてメンバー同士の共演が行われている。
2004年10月11日、砂川が他界。
2014年7月25日、フジロックフェスティバルにおいて、北、山岸、石田、永本、土居、清水の6人でソー・バッド・レビューとして一日限定の再結成ライブを行う。
2015年7月8日、石田長生が他界。

## メンバー
- 北京一（ボーカル）
- 砂川正和（ボーカル、パーカッション）
- 山岸潤史（ギター）
- 石田長生（ギター）
- 永本忠（ベース）
- ベーカー土居（ドラム）
- 国府輝幸（キーボード）※現・国府利征
- チャールズ清水（キーボード）

## ディスコグラフィー

### シングル
- 最後の本音／おおきにブルース（1976年）

### アルバム
- ソー・バッド・レビュー（1976年）
- ライブ!（1977年）※1976年9月および10月のライブ音源
- ジ・アザー・サイド・オブ・ソー・バッド・レビュー（2022年）※1976年1月のライブ音源[6]

### オムニバス・アルバム
- '75 8.8 ROCK DAY（1975年）
  - 「山岸潤士スーパーグループ With 北京一／With 北京一&石田長生」表記で2曲収録